# 쿠쉬나메
쿠쉬나메(페르시아어: کوش نامه, Kushnameh)는 페르시아의 서사시로, 501년~504년, 1108년과 1111년 사이에 이란의 하킴 이란샨 아불 카이에 의해 쓰여진 신화 역사의 일부이다.

## 배경
쿠쉬나메는 7세기 중엽 남북국 시대 전후의 신라를 배경으로 만들어진 페르시아 구전 서사시이다. 쿠쉬나메는 임진록이나 임경업전처럼 이슬람 이전 시기 영웅 서사시의 형태를 띠고 있으며, 오랫동안 구전으로 내려오던 페르시아의 전통적인 서사시이다. 물론 구전 서사시이기 때문에 조선시대 임진왜란때 조선군들이 해전에서 일본군에게 역공을 가한 뒤, 일본까지 침공해서 일본을 정복한다는 내용의 임진록같은 서사시의 일종이라고 볼 수 있다. 이 소설에서 알 수 있는 건 당시 신라와 사산조 페르시아가 서로 친한 동맹국이었거나 가까운 관계임과 동시에 서로 교류가 활발했음을 알 수 있다. 어찌됐든 쿠쉬나메는 신라인과 페르시아인 사이에서 태어난 신라의 혼혈인인 파리둔이 나중에 페르시아를 망하게 한 이방인 이슬람 왕조로부터 페르시아를 구하기 위해 이슬람 왕조로 쳐들어가서 그들을 모두 무찌르고 평화를 되찾았다는 내용이니 스토리도 약간 임진록과 비슷하게 흘러가긴 한다. 쿠쉬나메에서 “쿠쉬”는 인명(人名)이며, “나메”는 페르시아어로 서적(圖書)을 통칭한다. 따라서, 쿠쉬나메는 쿠쉬라는 주인공을 다룬 저서 즉,“쿠쉬의 책”이다.  일반적으로 페르시아 서사시가 도덕적이고 덕이 많은 정의의 화신인 영웅의 이름을 따는 경우가 많이 있지만 쿠쉬나메의 쿠쉬는 폭압자이고 기이한 용모를 지닌 악의 대상으로 존재한다. 이 점이 쿠쉬나메의 독특한 설정이다. 더욱이 쿠쉬는 한 이름으로 두 명의 주인공으로 등장한다. 전편의 쿠쉬는 바그다드에 도읍한 폭정자 아랍의 임금님(Tazikan)으로 묘사되고 후편의 쿠쉬는 중국과 주변국인 마친(Machin)의 왕으로 등장한다. 
수백년동안 구전으로 전승되던 쿠쉬나메는 10세기 이후 중국 종이 사용의 보편화로 11세기경의 이란 학자인 이란샤 이븐 압달 하이르(Iran-shah Ibn Abdal Khayr)에 의해 필사되고 편찬되어 오늘까지 내려오게 되었다. 이 책은 원본은 영국국립박물관 도서관에 분류되어 있으며, 이 필사본을 복사한 인물의 이름은 모함메드 이븐 사이드 이븐 압달라 알 까다리(Mohammed Ibn Said Ibn Abdullah al Qadari)로 알려져 있다. 쿠쉬나메의 유일한 판본인 이 복사본은 히즈라 8세기경(AD 14세기)의 것으로 짐작된다. 페르시아 필사본들은 통상 여러 개의 복사본이 존재하는데 쿠쉬나메의 경우 다행스럽게도 히즈라 8세기 복사본이 유일본으로 전해지게 되었다. 쿠쉬나메에서 신라가 중점적으로 배경이 된 부분은 전체 10,129 절 중에서 2011절에서 5925절 사이를 구성할 정도로 많다. 한 페이지에는 20개 정도의 절로 구성되어 있어, 통일 신라 관련 내용이 가장 많은 분량임을 알 수 있다. 5925절 이후의 내용도 주인공 쿠쉬의 종말과 관련된 내용들이다.  
쿠쉬나메 내용은 먼저 신에 대한 찬미, 지혜와 지식에 대한 존중, 인생의 유한성과 예언자 무함마드에 대한 경배로부터 시작된다. 이 서사시는 두 편으로 나뉘는데, “바실라(Basilla)”, “신라(Silla)” 등으로 표기된 신라 부분은 후편에 속해있다. 전편은 후편을 위한 도입부 성격이다. 신라의 군대, 지리적 상황, 대도시들, 부속도서, 천체관, 과학정보, 종교, 인문학적 대화, 스포츠, 사냥, 궁전 생활 등에 관한 기록과 묘사는 이전 아랍-이슬람 자료에 보이는 신라 기술과는 근본적으로 다른 독특한 내용을 담고 있다. 
쿠쉬나메는 2006년경 한양대 이희수 교수에 의해 국내에 처음 소개된 이후 춤, 애니메이션, 무용극, 소설, 동화 등 다양한 문화컨텐츠가 제작되었다. 약 5년에 걸쳐 중세 페르시아 필사본을 영문으로 해독하여 출간 중비중에 있고, 2022년경 한국판도 이희수 교수에 의해 출간될 예정이다. 쿠쉬나메의 발굴과 해제는 신라와 사산조 페르시아가 동맹국 관계였음을 입증하는 것은 중요한 단서임은 물론 이런 정치적, 외교적 관계와 신라와 이슬람 초기 서아시아와의 새로운 관계 정립을 위한 유용한 내용으로, 앞으로 고대 실크로드를 통한 문화교류, 나아가 신라의 대외관계 연구에 새로운 지평을 열어줄 것이다.

## 주요 인물
- 아비틴 : 페르시아의 세자
- 프라랑 : 신라 국왕 타이후르의 공주로 아비틴과 결혼을 하게 된다.
- 타이후르: 신라 국왕의 이름
- 파리둔 : 신라인과 페르시아인 사이에서 태어난 신라의 혼혈인. 페르시아를 되찾은 영웅. 아비틴과 프라랑 사이의 아들

## 줄거리
이 작품은 이란의 신화적 왕들인 자하크와 파리둔의 통치 기간에 일어난 사건들을 다룬다. 서두에서는 송곳니를 가진 쿠쉬라는 인물의 영웅적 행적과 승리, 기만, 그리고 방탕한 생활을 다룬다. 또한 송곳니를 가진 쿠쉬가 신성하다는 주장도 이야기에서 다뤄진다. 이야기는 잠시드를 죽이려 했던 용과 같은 마귀 왕 자하크로부터 시작된다. 자하크는 잠시드의 왕가 혈통에서 그의 죽음을 복수할 자가 나타날 것이라고 예언한다. 이 예언을 피하기 위해 자하크는 자신의 형제 쿠쉬를 친(페르시아 신화에서 중국과 중앙아시아의 일부)으로 보내 잠시드의 자손들을 제거하게 한다. 이 자손들은 《안다르제 잠시드》("잠시드의 유언")라는 연대기를 소유하고 있는데, 이는 가문의 미래를 예견하고 그때마다 어떻게 해야 할지 조언하는 책이다. 이 책의 조언에 따라 잠시드의 후손들은 숨어 지내며 숲을 떠돌아다니면서 쿠쉬의 손아귀에서 벗어나 있었다. 잠시드의 후손들을 찾던 중 쿠쉬는 필구시(문자 그대로 "코끼리 귀를 가진") 부족을 만나게 된다. 그는 이 부족과 싸워 승리한 뒤 부족의 한 여인을 신부로 삼는다. 그 여인은 코끼리 귀와 송곳니를 가진 아들을 낳는다. 하지만 쿠쉬는 자신의 아들의 흉측한 얼굴을 보고 분노에 휩싸인다. 그는 이런 악마 같은 생명체를 낳았다는 이유로 아내를 죽이고, 이후 잠시드 가문이 숨어 있던 숲에 아들을 버린다.
이 시기에 잠시드 계보의 3대손인 아비틴(잠시드 > 누나크 > 마하루 > 아비틴)이 이야기에 등장한다. 아비틴의 아내는 쿠쉬의 송곳니와 코끼리 귀를 가진 아들을 보호하고, 그는 아비틴의 가족 안에서 자라난다. 이 아이는 비범한 전투 능력을 보여주며, 한동안 아비틴의 군대에서 자신의 아버지 쿠쉬와 맞서 싸운다. 그러나 쿠쉬와 그의 아들이 서로를 알아보게 되자, 그들은 아비틴에 맞서기 위해 힘을 합친다. 이제 쿠쉬와 그의 아들 모두에게 공격받게 된 아비틴의 일족은 잠시드의 연대기를 참고한다. 연대기는 곤경에 처했을 때 마친(페르시아 문학에서 내륙 중국을 의미)의 왕에게 피난처를 구하라고 조언한다. 마친은 두 지역으로 나뉘어 있는데, 하나는 친과 접경하며 바하크라는 이름의 왕이 다스리고, 다른 하나는 한 달을 여행해야 하는 섬으로 타이후르 왕이 다스린다.
아비틴은 타이후르의 따뜻한 환대를 받으며, 책에서 바실라, 쿠흐, 자지라로 언급되는 섬에서 머문다. 아비틴은 또한 타이후르의 딸인 프라랑과 결혼한다. 섬에 머무는 동안 아비틴은 꿈에서 영감을 받아 이란으로 가야 한다는 것을 깨닫는다. 이 에피소드는 서사시 전반에 걸쳐 반복적으로 나타나는 꿈의 중요성을 보여준다. 타이후르의 승인을 받아 아비틴과 프라랑은 노련한 뱃사람의 도움을 받아 14개월 동안 항해하여 길란과 아몰의 바다(아마도 카스피해를 의미하는 듯하다)에 도착한다. 이란에서 프라랑은 이란의 영웅 파리둔을 낳는다. 아이가 네 살이 되었을 때, 아비틴은 꿈에서 받은 계시로 파리둔을 살카트라는 인물에게 맡긴다. 살카트는 자하크가 점령하지 못한 다마반드의 요새를 지휘하는 사령관이었다. 이후 자하크의 부하들이 아비틴을 잡아 처형한다. 송곳니를 가진 쿠쉬는 아비틴이 자지라 섬에 피신해 있다가 프라랑과 결혼하고 이란으로 돌아왔다는 사실을 알게 되자, 섬을 점령할 계획을 세운다. 타이후르가 다스리는 이 섬이 3천 년 동안 정복당한 적이 없었음에도 불구하고, 그는 교묘한 방법으로 섬을 점령한다. 그 후 그는 섬 전체를 파괴한다. 이때 파리둔이 자하크를 사로잡았다는 소식이 쿠쉬에게 전해지고, 쿠쉬는 친으로 돌아간다. 파리둔은 자하크의 손발을 묶고 목에 멍에를 씌워 다마반드 산에 가두어둔다. 자하크를 물리친 후 파리둔은 친에서 송곳니를 가진 쿠쉬의 폭정을 끝내기로 결심한다. 파리둔은 친으로 군대를 보내 쿠쉬를 물리치고 사로잡으려 하지만, 군대는 패퇴한다. 한편 쿠쉬는 옥서스 강 너머의 땅에 쿠샨이라는 도시를 세운다. 쿠쉬는 도시에 자신의 동상을 세우도록 명령하고, 주민들에게 그것을 숭배하도록 강요한다. 결국 파리둔은 카란/카란(파르티아의 카렌 가문과 비교됨)을 거대한 군대와 함께 친의 땅으로 보낸다. 파리둔의 군대가 승리를 거두고 카란은 일대일 전투에서 쿠쉬를 사로잡는다. 쿠쉬는 이란으로 보내져 다마반드에서 자하크 옆에 갇힌다. 쿠쉬는 40년 동안 감금되어 있다가 아비시니아와 누비아(저자는 이를 마잔다란이라고 부르는데, 이란의 마잔다란 주와 혼동해서는 안 된다)의 군대가 북아프리카를 공격하고 이집트까지 진군하게 된다. 이때 그 지역의 주민들은 파리둔에게 도움을 청한다. 파리둔은 남쪽에서 온 군대를 물리치기 위해 이란 군대를 그곳으로 보낸다. 하지만 이란 군대가 떠나자 남쪽의 군대가 다시 돌아와 북아프리카와 이집트의 주민들을 공격한다.
파리둔이 참모들과 회의를 하던 중, 서방으로 가혹한 폭군을 보내야 한다는 결론에 이른다. 만장일치로 쿠쉬가 선택되고, 그는 사슬에서 풀려나 파리둔 앞에 끌려온다. 쿠쉬는 파리둔에게 용서를 구하고 이란 왕의 충실한 신하가 되겠다고 맹세한다. 이 약속이 지켜지도록 귀족들이 증인이 되어 공식 선언문이 작성된다. 그런 다음 쿠쉬는 군대의 수장으로서 이집트와 북아프리카로 보내진다. 그는 적군을 물리치고 전리품을 파리둔에게 보낸다. 쿠쉬는 또한 그 지역에 여러 새로운 도시들을 세운다. 하지만 쿠쉬는 파리둔과의 맹세를 저버리고 공공연히 반란을 일으킨다. 그는 자신의 군대에 있던 이란인들을 죽이고, 각 가정에 자신의 형상을 두고 매일 숭배하도록 명령한다. 쿠쉬를 진압하기 위해 파리둔은 자신의 아들 살름을 보내 쿠쉬를 물리치게 한다. 살름은 쿠쉬의 군대를 물리치지만, 쿠쉬는 서방으로 도망친다. 이 시기에 파리둔의 세 아들인 투르, 이라즈, 살름이 공공연히 싸우고 있었다. 이라즈가 다른 두 형제에게 조공을 요구하자, 그들은 쿠쉬와 동맹을 맺는다. 형제들은 함께 이라즈를 죽이고 쿠쉬와 함께 세상을 나누어 파리둔으로부터 영토 일부를 빼앗는다. 하지만 이라즈의 아들 마누체흐르는 아버지의 복수를 하고자 대군을 이끌고 투르, 살름, 쿠쉬와 싸우러 나선다. 마누체흐르는 대군을 이끌고 두 아들과 쿠쉬에 맞서 싸운다. 투르와 살름은 전투에서 죽고, 마누체흐르는 황소 머리 모양의 철퇴로 쿠쉬에게 상처를 입힌다. 부상당한 쿠쉬는 크바란(동방)으로 도망쳐 그 지역을 장악한다. 쿠쉬는 다시 매우 강력해져서 막강한 군대를 모았다. 그는 이 땅들을 오랫동안 다스린다. 이야기의 이 시기에 아비시니아와 누비아의 군대가 다시 한번 공격해 온다. 쿠쉬는 이 군대들과 싸우지만 성공하지 못한다. 이 시기에 카이카부스가 이란의 왕이 되어 있었다. 쿠쉬는 이란의 통치자를 설득하여 전쟁에 나서게 하지만, 쿠쉬와 이란 군대의 연합군으로도 아비시니아와 누비아의 군대를 물리치기에는 역부족이다. 그러나 전설적인 영웅 루스탐이 그 지역으로 파견되어 아비시니아와 누비아의 군대를 물리친다. 서사시의 이 부분은 페르도시가 쓴 루스탐의 마잔다란(아비시니아와 누비아) 원정 이야기와 매우 유사하다.
여러 차례의 좌절에도 불구하고 쿠쉬는 자신의 종교적 염원과 신성 선언에 대한 의지를 굽히지 않는다. 사냥을 나갔다가 그는 일행과 떨어져 길을 잃게 된다. 가는 길에 그는 한 집에 들른다. 경건한 사람이자 현명한 저택의 주인이 그를 초대하여 이름이 무엇이냐고 묻는다. 쿠쉬는 "나는 일용할 양식을 주시고 인도하시는 신이다!"라고 대답한다. 주인은 이 생각이 우스꽝스럽다고 여기고, 결국 쿠쉬는 자신의 신성 주장을 포기한다. 그 대가로 노련한 의사이기도 한 주인은 수술을 통해 쿠쉬의 얼굴을 사람의 모습으로 되돌려준다. 주인은 쿠쉬를 신의 대의로 이끌고, 쿠쉬는 46년 동안 다양한 학문을 배우며 시간을 보낸다. 현명한 주인은 쿠쉬에게 고향으로 돌아갈 것을 설득한다. 쿠쉬는 고향으로 돌아가 모든 이에게 신을 숭배할 것을 권한다. 이야기는 현명한 주인이 잠시드의 후손이었으며, 그가 알렉산더에게 코끼리 송곳니를 가진 쿠쉬의 이야기를 들려주고 있었다는 사실로 끝을 맺는다.

## 같이 보기
- 피르다우시
- 페르시아 문학